# Santa Cruz, Los Cabos
Santa Cruz är en ort i Mexiko.   Den ligger i kommunen Los Cabos och delstaten Baja California Sur, i den västra delen av landet, 1 200 km väster om huvudstaden Mexico City. Santa Cruz ligger 65 meter över havet och antalet invånare är 289.
Terrängen runt Santa Cruz är platt åt sydost, men åt nordväst är den kuperad. Runt Santa Cruz är det glesbefolkat, med 20 invånare per kvadratkilometer. Närmaste större samhälle är Santiago, 11,0 km sydväst om Santa Cruz. Omgivningarna runt Santa Cruz är i huvudsak ett öppet busklandskap.